# Las Hoyas Altas
Las Hoyas Altas är en ort i Mexiko.   Den ligger i kommunen Tacámbaro och delstaten Michoacán de Ocampo, i den södra delen av landet, 240 km väster om huvudstaden Mexico City. Las Hoyas Altas ligger 1 559 meter över havet och antalet invånare är 616.
Terrängen runt Las Hoyas Altas är lite bergig, och sluttar söderut. Runt Las Hoyas Altas är det ganska tätbefolkat, med 80 invånare per kvadratkilometer. Närmaste större samhälle är Tacámbaro de Codallos, 3,9 km väster om Las Hoyas Altas. I omgivningarna runt Las Hoyas Altas växer huvudsakligen savannskog.